# Concejo Regional Alona
Alona (en hebreo: אלונה) es un Concejo Regional ubicado al este de Binyamina, en el Distrito de Haifa, en Eretz Israel. El Consejo Regional de Alona agrupa a tres moshavim que se dedican a la agricultura y al cultivo de la viña. Los moshavim son: Amikam, Aviel y Guivat Nili. 
- Datos: Q2424427
- Multimedia: Alona Regional Council / Q2424427